# Воскресенская церковь (Санкт-Петербург, больница Святого Пантелеймона)
Воскресенская церковь при больнице Святого Пантелеймона — бывшая больничная церковь в Санкт-Петербурге, в районе Удельной. С 1922 года в этом качестве не функционировала, в 2003 году разобрана.

## История
Городская больница Святого Пантелеймона была устроена как временная в середине XIX века. Она занимала деревянные корпуса, которые были построены для землевладельческого училища удельной фермы в 1832—1833 годах (архитектор — академик Х. Ф. Мейер).
Деревянное двухэтажное здание церкви для училища и жителей фермы было построено под наблюдением министра уделов Л. А. Перовского в течение 1833 года.
Освящение храма состоялось 1 октября.
12 образов для иконостаса храма были написаны академиком Д. И. Антонелли.
Некоторые иконы в церковь были пожертвованы коломяжским помещиком графом Орловым-Денисовым. В 1856 году в небогатый храм наследницей дворянского рода Никитиных был передан золочёный серебряный крест с частицами святых мощей.
К 1876 году церковь стала больничной и изрядно обветшала. Она была капитально отремонтирована, расширена и повторно освящена митрополитом Исидором 15 декабря.
К 1888 году больница была реконструирована И. С. Китнером и перешла в собственность города.
Очередной ремонт состоялся в 1898—1899 годах:
- В 1898 году церковный флигель был отремонтирован после пожара, в рамках ремонта здание надстроили вторым этажом.
- В 1899 году гражданским инженером А. П. Максимовым проводился ремонт церкви. Храм был вновь расширен, звонницу, возвышавшуюся на крыше, заменили деревянной колокольней.

В 1910 году была сооружена каменная пристройка к церкви
По словам автора конца XIX века, «по праздникам дачники охотно посещают больничную церковь и молятся вместе с сумасшедшими».
С 1918 года храм стал приходским, в начале 1922 года был закрыт.
Здание церкви, в перестроенном виде простояло до весны 2003 года, было разобрано после пожара.
Саму Пантелеймоновскую больницу в 1919 году объединили с расположенной рядом Александровской, и этой психиатрической клинике было присвоено имя советского государственного и партийного деятеля И. И. Скворцова-Степанова.